# Ylinen Vaara-Hietajärvi
Ylinen Vaara-Hietajärvi eller Vaarahietajärvi är en sjö i Finland. Den ligger i kommunen Salla i landskapet Lappland, i den norra delen av landet, 700 km norr om huvudstaden Helsingfors. Ylinen Vaara-Hietajärvi ligger 255 meter över havet. Den är 17 meter djup. Arean är 44,7 hektar och strandlinjen är 4,25 kilometer lång. Sjön  ingår i Kemi älvs huvudavrinningsområde. 